# Делимедже
Делимедже (на сръбски: Делимеђе) е село в Сърбия, разположено в община Тутин, Рашки окръг. Намира се на 936 метра надморска височина. Населението му според преброяването през 2011 г. е 509 души. При преброяването на населението през 2002 г. има 445 жители, от тях 428 (100,00 %) бошняци, 14 (3,14 %) мюсюлмани, 1 (0,22 %) сърбин и 2 (0,44 %) не се самоопределят.

## Население
Численост на населението според преброяванията през годините:
- 1948 – 373 души
- 1953 – 406 души
- 1961 – 431 души
- 1971 – 478 души
- 1981 – 537 души
- 1991 – 524 души
- 2002 – 445 души
- 2011 – 509 души